# イブラーヒーム (クルアーン)
『イブラーヒーム』とは、クルアーンにおける第14番目の章（スーラ）。52の節（アーヤ）から成る。
スーラの冒頭に神秘文字（Muqatta'at）が置かれている（計29スーラ）うちの一つ。